# Championship (Rugby League)
Die Championship ist die zweithöchste englische Rugby-League-Liga. Sie wurde zur ersten Super-League-Saison eingeführt und besteht aus zwölf Mannschaften. Championship heißt sie seit 2009, davor hieß sie Division One, Premiership und National League One. Das Format schwankte seit der Gründung sehr stark, zurzeit wird das sogenannte Super-8-System angewandt. Dabei steigen die letzten zwei Mannschaften ab, während für maximal 4 Mannschaften die Möglichkeit des Aufstiegs besteht. Es ist aber auch möglich, dass keine einzige Mannschaft aufsteigt. 

## Geschichte
Eine zweite Liga, die der ersten untergeordnet war, gab es im englischen Rugby League bereits vor der Gründung der Super League. Die erste wurde zur Saison 1902/03 gegründet und nach der Saison 1904/05 abgeschafft. Danach sollte es bis zur Saison 1962/63 dauern, bevor es wieder eine zweite Liga gab, diese war auch von kurzer Dauer und wurde nach der Saison 1963/64 abgeschafft. Zum dritten Mal führte man 1973/74 eine zweite Liga ein, die sich bis zur Gründung der Super League im Jahr 1996 halten sollte. In der Saison 1994/95, der vorletzten vor der Gründung, wurde eine neue dritte Liga (League 1) gegründet. Dies geschah durch folgende Schritte:
- Aus der ersten Liga, die 16 Mannschaften umfasste, stiegen 5 Mannschaften (Plätze 11–15) in die zweite Liga ab. Die letztplatzierte Mannschaft stieg in die dritte Liga ab.
- Aus der zweiten Liga, die ebenfalls 16 Mannschaften umfasste, stiegen 9 Mannschaften (Plätze 8–16) in die dritte Liga ab. Von den verbleibenden 7 Mannschaften wurde eine in die erste Liga „promotet“.
- Ein Verein aus der National Conference League wurde zur dritten Liga hinzugefügt.

Dadurch hatte man drei Ligen mit jeweils 11 Mannschaften geformt. Zwar sollte es 1996 noch einige kleine Veränderungen wie die Erweiterung der Super League und der League 1 auf zwölf Mannschaften geben, doch das Format mit drei Ligen blieb dasselbe. Die Art des Auf- und Abstiegs schwankte dabei sehr.
Zwischen 1996 und 1998 stieg die erste Mannschaft aus der Championship in die Super League auf, während die zwei letzten in die League 1 abstiegen. Eine Ausnahme bildete die Saison 1997, in ihr stiegen die ersten zwei Mannschaften auf, da Paris Saint-Germain nicht mehr an der Super League teilnehmen würde und man zwei Mannschaften brauchte, um weiterhin zwölf Erstligisten zu haben. Zur Saison 1999 wurde neben dem Tabellenersten noch eine weitere Mannschaft in die Super League promotet, so dass sich die Anzahl der Teilnehmer auf 14 erhöhte. 1999 und 2000 gab es keinen Auf- und Abstieg zwischen den beiden Ligen. Zwischen 1999 und 2003 hatte man zudem die Championship und die League 1 zu einer Liga vereinigt. 
Zwischen 2001 und 2007 stieg der Gewinner des Championship Grand Final in die Super League auf. Die Super League hatte ihre Teilnehmerzahl 2000 auf 12 reduziert, was sich erneut änderte, als man 2008 neben dem Finalsieger noch eine weitere Mannschaft aufsteigen ließ, wodurch die Teilnehmerzahl erneut auf 14 stieg. Danach gab es bis 2015 keinen Auf- und Abstieg mehr, sondern nur eine alle drei Jahre stattfindende Überprüfung der Mannschaften, bei der die Möglichkeit der Promotion bestand.
Zur Saison 2015 führte man in der Super League und der Championship ein neues Auf- und Abstiegssystem ein, die Super-8-Playoffs. In der Championship funktioniert es folgendermaßen:
- Nach der regulären Saison werden die Mannschaften in zwei Gruppen aufgespalten. Die erste besteht aus den ersten vier Mannschaften der Championship und den letzten vier Mannschaften der Super League. In ihr wird alles auf null gesetzt, das heißt, die Punkte aus der vorherigen Runde spielen keine Rolle. Die restlichen acht Mannschaften aus der Championship bilden eine zweite Gruppe, in ihr werden die Punkte aus der vorherigen Runde mitgenommen, das heißt, der Fünftplatzierte ist am Anfang der Erstplatzierte in der Gruppe.
- Nun werden 7 Runden gespielt, also jeder gegen jeden ohne Rückspiel. In der ersten Gruppe kommen die ersten drei in die Super League, der Fünft- und Sechstplatzierte tragen ein Relegationsspiel aus und der Siebt- und Achtplatzierte kommen in die Championship. In der zweiten Gruppe kommen die ersten sechs in die Championship, während der Siebt- und Achtplatzierte ein Relegationsspiel austragen. Die ersten vier Mannschaften der zweiten Gruppe spielen außerdem um eine Trophäe, den Championship Shield.

## Mannschaften 2018
| Mannschaft          | Stadion                    | Stadt/Region                        |
| ------------------- | -------------------------- | ----------------------------------- |
| Barrow Raiders      | Craven Park                | Barrow, Cumbria                     |
| Batley Bulldogs     | Mount Pleasant             | Batley, West Yorkshire              |
| Dewsbury Rams       | Crown Flatt                | Dewsbury, West Yorkshire            |
| Featherstone Rovers | Post Office Road           | Featherstone, West Yorkshire        |
| Halifax             | The Shay                   | Halifax, West Yorkshire             |
| Leigh Centurions    | Leigh Sports Village       | Leigh, Greater Manchester           |
| London Broncos      | Trailfinders Sports Ground | Ealing, London                      |
| Rochdale Hornets    | Spotland                   | Rochdale, Greater Manchester        |
| Sheffield Eagles    | SHU Sports Park            | Sheffield, South Yorkshire          |
| Swinton Lions       | Park Lane                  | Swinton, Greater Manchester         |
| Toronto Wolfpack    | Lamport Stadium            | Toronto, Ontario, Kanada            |
| Toulouse Olympique  | Stade Ernest-Argeles       | Toulouse, Haute-Garonne, Frankreich |

## Titelträger
| Saison | Meister              | Ergebnis   | Zweiter Finalist    | Tabellenführer nach Ende der regulären Saison |
| ------ | -------------------- | ---------- | ------------------- | --------------------------------------------- |
| 1996   | Salford Reds         | 19-6       | Keighley Cougars    | Salford Reds                                  |
| 1997   | Huddersfield Giants  | 18-0       | Hull Sharks         | Hull Sharks                                   |
| 1998   | Wakefield Trinity    | 24-22      | Featherstone Rovers | Wakefield Trinity                             |
| 1999   | Hunslet Hawks        | 12-11      | Dewsbury Rams       | Dewsbury Rams                                 |
| 2000   | Dewsbury Rams        | 13-12      | Leigh Centurions    | Dewsbury Rams                                 |
| 2001   | Widnes Vikings       | 24-14      | Oldham Roughyeds    | Leigh Centurions                              |
| 2002   | Huddersfield Giants  | 38-16      | Leigh Centurions    | Huddersfield Giants                           |
| 2003   | Salford City Reds    | 31-14      | Leigh Centurions    | Salford City Reds                             |
| 2004   | Leigh Centurions     | 32-16      | Whitehaven          | Leigh Centurions                              |
| 2005   | Castleford Tigers    | 36-8       | Whitehaven          | Whitehaven                                    |
| 2006   | Hull Kingston Rovers | 29-16      | Widnes Vikings      | Hull Kingston Rovers                          |
| 2007   | Castleford Tigers    | 42-10      | Widnes Vikings      | Castleford Tigers                             |
| 2008   | Celtic Crusaders     | 36-18      | Salford City Reds   | Salford City Reds                             |
| 2009   | Barrow Raiders       | 26-18      | Halifax             | Barrow Raiders                                |
| 2010   | Halifax              | 23-22 n.V. | Featherstone Rovers | Featherstone Rovers                           |
| 2011   | Featherstone Rovers  | 40-4       | Sheffield Eagles    | Featherstone Rovers                           |
| 2012   | Sheffield Eagles     | 20-16      | Featherstone Rovers | Featherstone Rovers                           |
| 2013   | Sheffield Eagles     | 19-12      | Batley Bulldogs     | Featherstone Rovers                           |
| 2014   | Leigh Centurions     | 36-12      | Featherstone Rovers | Leigh Centurions                              |
| 2015   | Leigh Centurions     |            |                     | Leigh Centurions                              |
| 2016   | Leigh Centurions     |            |                     | Leigh Centurions                              |
| 2017   | Hull Kingston Rovers |            |                     | Hull Kingston Rovers                          |